# 小行星1408
小行星1408（1408 Trusanda）是一颗围绕太阳公转的小行星。1936年11月23日，卡爾·威廉·萊茵姆特在海德堡发现了此天体。
該小行星以德國天文學家海因里希·沃格特的熟人特魯德·希赫桑德（Trude Hichgesand）命名。
这颗小行星的绝对星等为188.41502等。